# Військово-спортивний ліцей
Військово-спортивний ліцей — заклад спеціалізованої освіти України, різновид військового ліцею, який забезпечує здобуття освіти військово-спортивного профілю для осіб з 13 років одночасно зі здобуттям базової та/або профільної середньої освіти.

## Учасники освітнього процесу
До постійного складу військово-спортивного ліцею належать військовослужбовці та працівники, які входять до керівного складу, методичні комісії з окремих навчальних предметів (інтегрованих курсів), навчальні роти ліцеїстів та бібліотека, підрозділи забезпечення, а також педагогічні працівники.
Військовослужбовці Збройних Сил, військовослужбовці та посадові особи інших складових сектору безпеки і оборони можуть відряджатися до військово-спортивного ліцею, що функціонують не у складі складових сектору безпеки і оборони, на відповідні посади за їх згодою із залишенням на військовій службі.
Ліцеїсти військово-спортивних ліцеїв забезпечуються військовою формою одягу за зразком, затвердженим Міністерством оборони України.

## Військово-спортивні ліцеї України
- Прикарпатський військово-спортивний ліцей (Івано-Франківської обласної ради)
- Чернівецький військово-спортивний ліцей (Міністерства освіти і науки України)